# Károly Molnár
Károly Molnár (* 22. července 1953 Fábiánháza) je bývalý maďarský zápasník–judista.

## Sportovní kariéra
Připravoval se v Budapešti v armádním vrcholovém sportovním centru Honvéd. V maďarské reprezentaci se pohyboval od roku 1973 v lehké váze do 70 (71) kg. Startoval na olympijských hrách v Montréalu v roce 1976 a v Moskvě v roce 1980 a v obou případech nepřešel přes úvodní kolo. Sportovní kariéru ukončil v roce 1984.

## Výsledky
| Turnaj             | 1975       | 1976       | 1977       | 1978       | 1979       | 1980       | 1981       | 1982       | 1983       |
| Turnaj             | 22         | 23         | 24         | 25         | 26         | 27         | 28         | 29         | 30         |
| Turnaj             | lehká váha | lehká váha | lehká váha | lehká váha | lehká váha | lehká váha | lehká váha | lehká váha | lehká váha |
| ------------------ | ---------- | ---------- | ---------- | ---------- | ---------- | ---------- | ---------- | ---------- | ---------- |
| Olympijské hry     |            | úč.        |            |            |            | úč.        |            |            |            |
| Mistrovství světa  | 5.         |            |            |            | úč.        |            | —          |            | úč.        |
| Mistrovství Evropy | ?          | ?          | ?          | 3.         | —          | 5.         | —          | 5.         | —          |